# Корона, Валентин Вонифатьевич
Валентин Вонифатьевич Корона (1948—2001) — советский, российский эколог, ботаник, специалист в области морфоструктурной организации растений.

## Биография и творческая деятельность
Родился и жил в Свердловске.
Выпускник биологического факультета Уральского госуниверситета (1971), кандидат биологических наук.
Доцент кафедры ботаники биологического факультета УрГУ (1971—1999), преподавал на кафедре физиологии растений биофака УрГУ. Исследовал зависимость формы листовой пластинки от скорости роста. Широко использовал математические методы исследования. Автор монографии «Основы структурного анализа в морфологии растений» (1987), а также монографии в соавторстве с А. Г. Васильевым «Строение и изменчивость листьев растений: основы модульной теории».
Летом 1999 года перешёл из УрГУ в Институт экологии растений и животных УрО РАН.
Автор многих естественно-научных трудов, а также исследований о поэтике литературы, в том числе монографии «Поэзия Анны Ахматовой. Поэтика автовариаций» (2000). В своих литературоведческих работах попытался распространить биологические принципы морфогенеза на структуру поэтического текста.
Скончался в Екатеринбурге 25 июля 2001 года. Похоронен на Северном кладбище.

## Отзывы современников
Юрий Линник посвятил Валентину Вонифатьевичу венок сонетов под названием «Кардиоида»

## Избранные труды
- Корона В. В. Основы структурного анализа в морфологии растений. Монография. — Свердловск: Изд-во УрГУ, 1987. — 272 с.
- Корона В. В. Дифференцировка пространственной структуры растений // Аналитические аспекты дифференцировки (коллективная монография). — М.: Наука, 1991. — С. 209—215.
- Корона В. В. Текст как семантический вирус // Математика и искусство: Труды международной конференции. Суздаль, 23–27 сентября 1996 г. — М.: МГУ, 1997 С. 226–231.
- Корона В. В. Семантика ритма и поэтический мир Анны Ахматовой / В. В. Корона // Известия Уральского государственного университета. — 1999. — № 13. — С. 22-54.
- Корона В. В. О сходстве факторов эволюции генетического кода и стихового метра // Языки науки — языки искусства: Труды международной конференции. Суздаль, 1999. — М.: Прогресс-Традиция, 2000. — С. 289—294.
- Корона В. В. [В соавторстве с А. Г. Васильевым]. Строение и изменчивость листьев растений: Основы модульной

теории. — Екатеринбург, 2000. — 233 с.
- Корона В. В. Поэзия Анны Ахматовой: Поэтика автовариаций. Екатеринбург: Изд-во Урал. ун-та, 2000 263 с.
- Корона В. В. Поэзия Анны Ахматовой: поэтика автовариаций (отрывок из книги) / В. В. Корона // Известия Уральского государственного университета. — 2001. — № 21. — С. 152—158.
- Корона В. В. Сборник статей. Второй выпуск / Под редакцией В. В. Короны, Е. К. Созиной. — Екатеринбург: Изд-во Урал. ун-та, 2001. — С. 150–156.
- Корона В. В. О сходстве и различиях морфологических концепций Линнея и Гёте // Журнал общей биологии. — 2002. — т. 63. — № 3. — с. 227—235.
- Корона В. В. Тонический стих В. Маяковского: скрытая гармония интонационного строя (Доклад на конференции «День филолога — 97», дополненный в тексте ответами на вопросы) / В. В. Корона // Известия Уральского государственного университета. — 2003. — № 28. — С. 234—252.
- Корона В. В. Работы по поэтике и морфологии поэтического текста / сост. А. С. Бурштейн, Е. К. Созина; под ред. Е. К. Созиной; издатель Фёдор Еремеев — М.—Екатеринбург: Кабинетный учёный, 2014. — 696 с. — 300 экз. — ISBN 978-5-7525-2922-1